# باسم عادل
باسم عادل واسمهُ الكامل باسم محمد عادل عبد الصادق (من مواليد مدينة طنطا يوم الثاني عشر من تشرين الثاني/نوفمبر 1969) هو كاتب وطبيب مصري، وعضوٌ باتحاد كتاب مصر والكتاب العرب، وعضو الجمعية المصرية لأمراض القلب. والكلية الأمريكية للأطباء وهو طبيب قلب معروف، صدر لعادل عددٌ من الكتب والأعمال الأدبية والروايات، لعلَّ أبرزها كتاب «زعماء على فراش المرض – أسرار لم تنشر من قبل» والذي صدر عام 2001، فضلًا عن الكتاب الهام «تجربة للتاريخ – من الملفات السياسية والإقتصادية في حقبة الستينيات» والذي صدر عام 2010. ثم أصدر الكاتب مؤلفه الهام «ثورة 25 يناير – أيام الغضب والتحدي» في عام 2011 كما نشر في نفس العام كتاب «صناعة الأحزاب في مصر بعد الثورة»، أمَّا أبرز أعمال الكاتب الروائية فهي رواية «ظهرة البديعة» التي صدرت عام 2013 ثمّ هناك رواية «1935» التي صدرت في العام التالي. ، ثم روايته المثيرة بين صراع العلم والدين «من ينام في قايتباي».

## الحياة المُبكّرة والتعليم
وُلد باسم محمد عادل عبد الصادق في مدينة طنطا يوم الثاني عشر من تشرين الثاني/نوفمبر 1961. أنهى المراحل المبكرة من تعليمه بالمدارس الفرنسية في مصر، ثم التحق بمدرسة صادق الرافعي الثانوية وحصل منها على الثانوية العامة عام 1987، ومنها تأهل للإلتحاق بكلية طب جامعة طنطا وحصل على بكالوريوس الطب والجراحة عام 1993، ثم تخصصَّ في طب القلب. تم مناقشة مؤلفات باسم عادل في رسالة الدكتوراة في كلية الآداب جامعة الزقازيق وذلك عن كتاب «ثورة 25 يناير – أيام الغضب والتحدي»، كما نوقشت في رسالة الماجستير في معهد الدراسات الأفريقية بجامعة القاهرة عن كتاب «تجربة للتاريخ».

## المسيرة المهنيّة

### البداية
قام في بدايةِ مسيرتهِ المهنيّة بتأليف وأداء دور البطولة في المسرحية الدرامية (المجنون) باللغة الفرنسية بمناسبة الإحتفال بيوبيل مدرسة نوتردام ديزابوتر الفرنسية، ونقلت أحداث المسرحية شاشة القناة الأولى بالتلفزيون المصري. خلال المرحلة الإعدادية والثانوية، ترأسَ الإذاعة المدرسية وجماعة أصدقاء المكتبة وأصدر أول مجلة مطبوعة وهو في الرابعة عشرة من عمره تحت اسم «الأصدقاء». بحلول عام 1986، ترأسَ باسم عادل مجلة «الرافعي» التي تُصدرها جماعة الصحافة بمدرسة صادق الرافعي الثانوية بطنطا، والتي حصلت على المركز الأول على مستوى الجمهورية في مسابقة الصحافة المدرسية في العام نفسه.
عندما إلتحق بكلية الطب إنضمَّ إلى الجمعية الأدبية والجمعية العلمية، وقد أصدر خلال دراسته بكلية الطب «مجلة الفيروز» التي اعتُبرت قفزة جديدة في الصحافة الجامعية. أصدر باسم عادل أول دواوينه بعنوان «عندما تُولد الشمس» وبعد تخرجه ألَّف ديوانه الثاني «صيد البنادق» والذي نشر منه بعض قصائده. بدأ باسم في عام 1989 الكتابة الصحفية في جريدة الوفد، وفي جريدة الناس الإقليمية، وقد كما كتبَ في جريدة الوفد وخاصة الإقليمية منها حيث كتب العديد من المقالات التي ركّز فيها على الوسط السياسي في مصر.
إلى جانبِ مسيرته المهنيّة في عالم الكتابة والنشر والتأليف، ينشطُ عادل في العمل الإنساني حيث يُركّز على مكافحة الفقر والجهل والمرض وذلك في القرى النائية بمختلف أنحاء مصر من خلال رئاسته للمجلس المصري لأطباء من أجل السلام على مدي 10 سنوات من عام 2004 وحتى عام 2013. يحلُّ باسم عادل ضيفًا رئيسيًا على مجموعة من الندوات الثقافية والعلمية والأدبية بساقية الصاوي، ونادي القطامية جاردنز، وجمعية خريجات الجامعة لمؤسستها الراحلة سهير القلماوي، ونادي الرواد بالعاشر من رمضان، ومكتبة مصر ببور سعيد، كما يُعتبر ضيفًا رئيسيًا على قنوات التليفزيون المصري، وقنوات دريم، وأون تي في، والأوربيت، والمحور.
ويعتبر الدكتور باسم عادل رائدا من رواد الأعمال في مجال خدمات التنمية الصحية المتكاملة وتطوير المؤسسات الطبية، وشغل العديد من المناصب القيادية العليا في كبرى المستشفيات والمراكز الطبية داخل مصر وخارجها، بالإضافة لرئاسته لمجلس إدارة العديد من الشركات والمؤسسات الطبية الكبرى، ويعد الآن أحد أهم الخبراء في العالم العربي والشرق الأوسط في مجال مشروعات التنمية الصحية المستدامة وتطوير المنشآت الطبية.

### النتاج الأدبي
نشر باسم عادل أول أعمالهِ المنشورة ورقيًا والمشهورة في وقتٍ ما من عام 2011 إبّان ثورة 25 يناير. جاء عنوان الكتاب«صناعة الاحزاب في مصر بعد 25 يناير» ضمن قسم السياسة عن الدار المصرية للنشر والتوزيع (كوميت) في نحو 136 صفحة. ناقش عادل في هذا الكتابتلك القضايا الشائكة في مصر بعد ثورة 25 يناير التي وصفها بمثابة الوردة اليافعة التي تعطّر أجواء الأمل من حولها. يرى عادل أنّ سبب فشل الثورة في أنّ المصريين تحزبوا الحزاب عدى عن المراهقة السياسية التي ظهرت بحسبِ الكاتب في أحداث متتالية في أعقاب الثورة. عاب عادل على شباب التحرير اختفاءهم بعد الثورة ما تسبَّب في ظهور قوى سياسية أخرى ما ولَّد عددًا من الأفكار وغير ذلك.
نشر باسم عادل في نفس العام أيضًا كتابا هاما يعد من أهم الكتب التي تناولت أحداث ثورة 25 يناير عام 2011 والذي حمل عنوان «ثورة 25 يناير أيام الغضب والتحدي». وصُنّف هذا الكتاب ضمن قسم الثورة الشعبية وثورات الربيع العربي ونشرتها الدار المصرية للنشر والتوزيع في نحو 356 صفحة. تناول الكاتب قصّة الشعب المصري وكيف ظلَّ لسنوات طويلة يحلمُ بالثورة والحرية والحياة إلى أن تحقَّق له ذلك عام 2011 حينما ثار ضد النظام في نهاية المطاف.
تُعتبر رواية «ظهرة البديعة» أشهر أعمال الكاتب المصري وهي الرواية التي صدرت عن دار سما للنشر والتوزيع (الترقيم الدولي: 9789776451254) عام 2013. تتحدث الرواية عن بطلها الذي قرَّر الخروج إلى الشارع. رغبةً منهُ في فكّ قيد روحه من الجسد الذي لم يعد يستوعب ضيق الحياة. كان هدف البطل من هذه الرحلة هو رؤية الأشياء في بدايتها قبل أن تلوثها ألاعيب البشر كما يقول، والعودة إلى حريته التي شغلته كثيرًا.
عاد عادل في عام 2014 لينشر ثالث أعماله الروائيّة ويتعلق الأمر برواية «1935» التي نُشرت عن دار سما للنشر والتوزيع (الترقيم الدولي: 139789776451599) في عدد 311 صفحة. تحدث الكتاب عمَّن سمَّاهم عادل قراصنة العصر الذين داسوا بأقدامهم الملوثة على الأخضر واليابس في الوطن، وسبُّبوا للشعب معاناة كبيرة بسبب الفساد وساهموا بشكل أو بآخر في تفشّي الفقر والجهل والمرض بل خطَّطوا للفتنة بين ابأقباط والمسلمين كما ورد في أحد الفصول فاضحًا على حدّ قوله شفافيتهم المفضوحة هذه.
تعتبر رواية من «من ينام في قايتباي» من الأعمال الروائية المثيرة والتي تتمتع بحبكة فنية ودرامية وأدبية عالية، وهي من روايات الأدب الصوفي وتدور أحداث هذه الرواية في إطار مثير وجذاب بين القاهرة وأورلاندو بالولايات المتحدة الأمريكية، وتتناول صراع علمي يدور بين طبيب مصرى صوفى متخصص في أمراض القلب يدعى الدكتور علي إمام، وبين جموع أطباء القلب في العالم حول بحثه العلمى الذي استنتج فيه وظائف جديدة لعضلة القلب غير التي يعترف بها العلم في عصرنا الحالى، وكان الطبيب قد إستند إلى حقائق قرآنية وأثبتها بالعلم، وفجر نتائجها في مؤتمر كلية القلب الأمريكية بأورلاندو، وتدور الأحداث في إطار روحي وعلمي وبوليسي ويشهد صراعا بين أجهزة المخابرات. 

## قائمة أعماله
هذه قائمةٌ بأبرز أعمال الكاتب والمؤلِّف والمفكر المصري الدكتور باسم عادل:
- زعماء على فراش المرض – أسرار لم تنشر من قبل (رواية قصيرة صدرت عام 2001)[23]
- تجربة للتاريخ – من الملفات السياسية والإقتصادية في حقبة الستينيات (رواية صدرت عام 2010)[24]
- ثورة 25 يناير – أيام الغضب والتحدي (رواية صدرت عام 2011)[25]
- صناعة الأحزاب في مصر بعد الثورة (رواية صدرت عام 2011 أيضًا)
- ظهرة البديعة (رواية صدرت عام 2013)[26]
- 1935 (رواية صدرت عام 2014)[27]
- رواية (من ينام في قايتباي عام 2018) طبعة أولى وطبعة ثانية.